# Kajetan Wojtysiak

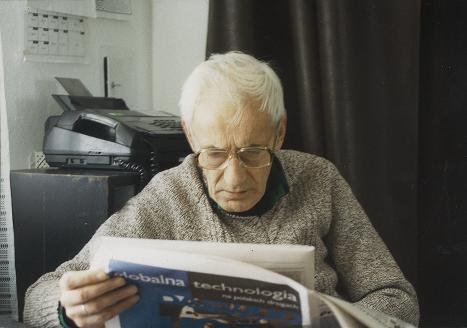
Kajetan Wojtysiak

Kajetan Wojtysiak (ur. w 1938 r. w Lublinie, zm. w grudniu 2002 tamże) – socjolog, regionalista i publicysta.
Ukończył studia na Wydziale Socjologii Uniwersytetu Warszawskiego. Przez wiele lat związany z RSW "Prasa-Książka-Ruch" i lubelskim "Filmosem". Już wówczas pisywał do miesięcznika "Polska". W stanie wojennym działacz podziemnej "Solidarności" – kolporter, kurier, publicysta II obiegu.
W 1990 został "piszącym socjologiem" pierwszej po II wojnie lubelskiej gazety prywatnej, nazwanej "Dzień". Wkrótce okazało się, że jako jedyny z profesjonalistów ma czas dla dziennikarskiej młodzieży. Spod jego ręki w "Dniu" i późniejszym "Tygodniku Współczesnym", gdzie pełnił funkcję zastępcy red. naczelnego (prowadził "TW" Cezary Listowski) wyszło grono ogólnopolskiej rangi żurnalistów: Marek Garbacz, Barbara Milczarek, Violetta Krasnowska, Lech L. Przychodzki czy Anna Wielopolska.
Sam, jako osoba o wielkiej wiedzy na temat regionu, starał się pozostawać w cieniu. Swoje teksty podpisywał zawsze tylko (bk), uważając, iż nie autor się liczy, tylko jego publikacje. Z końcem sierpnia 1991 r., po upadku "Tygodnika Współczesnego", idealistycznie piętnującego nie tylko starą, postkomunistyczną, ale też powstającą – solidarnościową – nomenklaturę, Wojtysiak związał się z "Gazetą Powszechną" i jej kolejną mutacją "Gazetą Powszechną Miejską". Tę ostatnią prowadził niemal do tragicznej śmierci wydawcy.
Pisywał w tym czasie do "Muratora" i "Ulicy Wszystkich Świętych". Osłabiony niepowodzeniami organizm szybko uległ ciężkiej chorobie. Kajetan Wojtysiak zmarł w Lublinie w grudniu roku 2002. Jego pogrzeb zgromadził grono dziennikarzy z całej Polski. "Ulica..." poświęciła mu nr 1 (39) ze stycznia roku 2003. Twórcę swoistej szkoły socjologicznego reportażu pożegnali tam m.in. grafik Andrzej Kot, poeta Zbigniew Dmitroca, filozof kultury – dr Agnieszka U. Przychodzka i "artysta książki" Marek Amen-Popielnicki, który tak podsumował swoje wspomnienia o zmarłym przyjacielu: "Być może błądził, ale błądził na poziomach, które dla wielu są niedostępne".
W lutym 2013 roku Polscott24, portal informacyjny w Szkocji i Anglii ogłosił konkurs "Prawda Reportażu" poświęcony pamięci Kajetana Wojtysiaka.